# Linia kolejowa nr 328
Linia kolejowa nr 328 – zlikwidowana linia kolejowa, która rozpoczynała swój bieg na stacji Nysa, natomiast jej koniec pierwotnie umiejscowiony był na czeskiej stacji Velká Kraš (niem. Haugsdorf), położonej na linii kolejowej Lipová-lázně – Javorník. W 1945 roku odcinek graniczny do stacji Vidnava (niem. Weidenau) rozebrano i odtąd końcową stacją linii po polskiej stronie była stacja Kałków Łąka. Była to linia jednotorowa, o szerokości torów 1435 mm, niezelektryfikowana. Linia na całym polskim odcinku była położona na terenie województwa opolskiego. Tory zostały częściowo rozebrane.

## Historia linii
- 6 sierpnia 1897 roku – otwarcie linii na odcinku Velká Kraš – Vidnava,
- 5 listopada 1911 roku – otwarcie odcinka Vidnava – Nysa,
- 1 listopada 1945 roku – rozebranie odcinka Vidnava – Kałków Łąka,
- 1 stycznia 1974 roku – zamknięcie linii dla ruchu osobowego,
- 1 stycznia 1991 roku – zamknięcie linii dla ruchu towarowego,
- 1 stycznia 1992 roku – decyzja o likwidacji linii.

Linia została wybudowana przez firmę Lenz & Co z Berlina obsługującą lokalne linie kolejowe w pobliżu Nysy. W Nysie linie te nie miały połączenia z Kolejową Magistralą Podsudecką, miały oddzielne stacje kolejowe. Tory rozpoczynały się na stacji Nysa Miasto położonej po drugiej stronie ulicy Racławickiej naprzeciw dworca Nysa, po około 1 km był Nysa Dworzec Mały, tor biegł równolegle do torów Magistrali od strony miasta, za stacją Nysa Przedmieście (obecnie zachowała się krawędź peronowa za przejazdem kolejowo-drogowym w ciągu ul. Krawieckiej) tor oddalał się od torów Magistrali i skręcał na południe.
Po drugiej wojnie światowej zintegrowano linie prywatne z Kolejową Magistralą Podsudecką, pociągi odprawiono ze stacji Nysa Główna.

## Przypisy

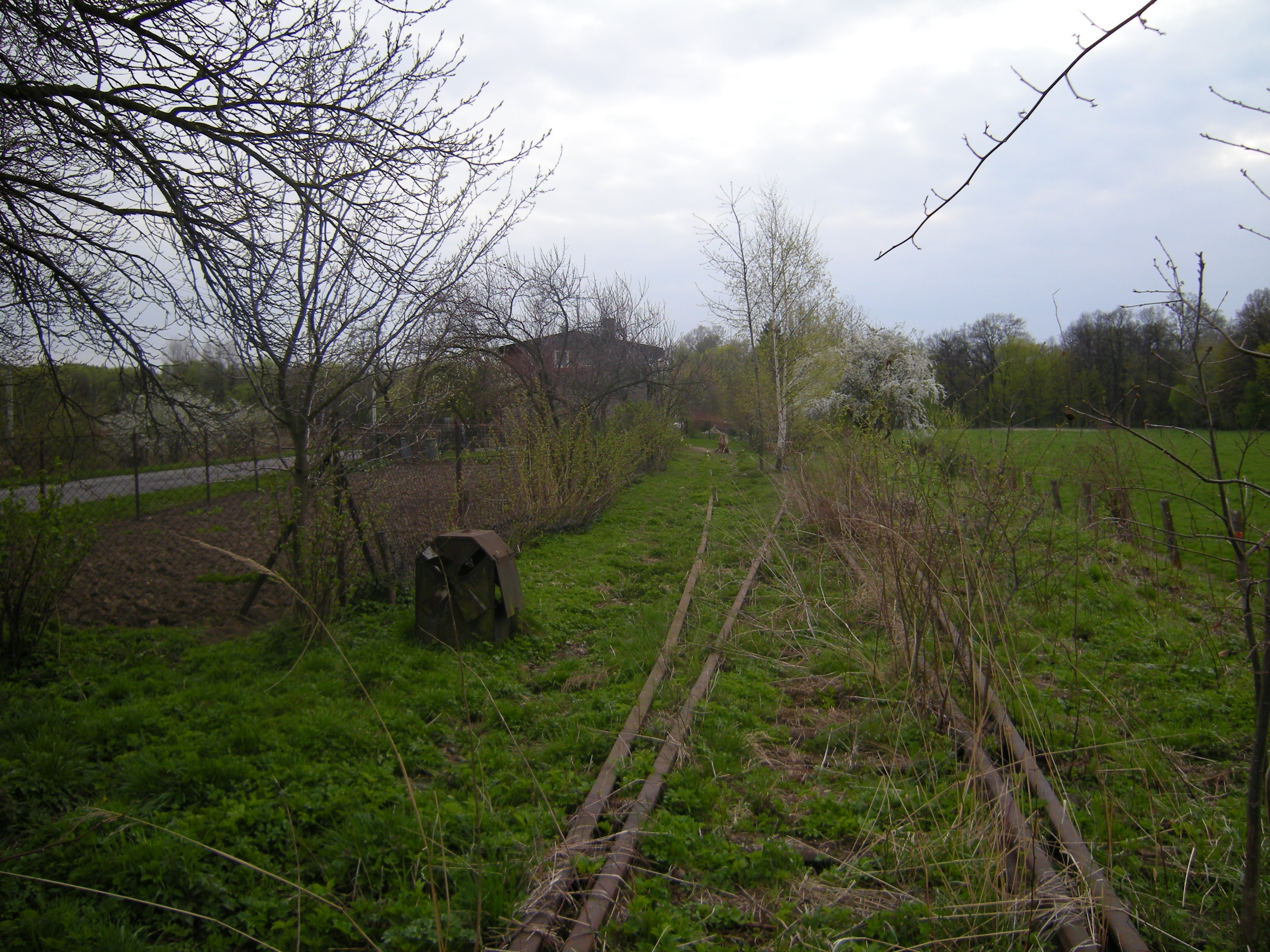
Linia kolejowa na przystanku w Białej Nyskiej.